# Korvatunturi
Korvatunturi is een Finse fjell van 486 meter hoog, die een deel van de grens tussen Finland en Rusland vormt. De fjell bestaat uit drie toppen: de oostelijke top (464 meter) ligt in Rusland, de middelste top ligt juist op de grens en de westelijke top (411 meter) ligt in Finland.
De berg speelt ook een prominente rol in de film Rare Exports; de legende wil namelijk dat Korvatunturi de woonplaats is van de kerstman. Omwille van deze reden heeft Korvatunturi een eigen postcode (99999). De brieven die naar deze postcode gestuurd worden komen aan in het kerstmandorp in Rovaniemi.